# William Smythe (académico)
William Smythe foi diretor da faculdade de Oxford no século 16.
Smyth foi educado no Exeter College, Oxford e foi Reitor do Exeter College, Oxford de 1519 a 1521. Ele manteve residência em St Thomas, Salisbury. Morreu em 1537.